# Daniel Rossi
Daniel Rossi (ur. 4 stycznia 1981 w Rio Claro) – brazylijski piłkarz występujący na pozycji pomocnika.

## Życiorys
Wychowanek São Paulo FC. Seniorską karierę rozpoczynał w 2000 roku w Kawasaki Frontale. W J.League Division 1 rozegrał osiem spotkań, debiutując 15 lipca 2000 roku w przegranym 1:3 meczu z Júbilo Iwata. Po zakończeniu sezonu wrócił do São Paulo FC. W barwach tego klubu zadebiutował w Campeonato Brasileiro Série A, co miało miejsce 18 sierpnia 2002 roku w przegranym 2:3 spotkaniu z Paraná Clube. Po krótkim epizodzie w Avaí FC (2003) ponownie grał w São Paulo FC. W 2005 roku wygrał Campeonato Paulista i Copa Libertadores. W pierwszej połowie 2007 roku był zawodnikiem Rio Claro FC. Latem przeszedł do Sigmy Ołomuniec. W Gambrinus lidze zadebiutował 5 sierpnia w przegranym 0:2 spotkaniu z Dynamem Czeskie Budziejowice. W Sigmie występował do końca 2012 roku, zdobywając z klubem Puchar Czech oraz rozgrywając 133 ligowe spotkania. Na początku 2013 roku przeszedł do FK Jablonec, w którym zakończył karierę w 2016 roku.

## Statystyki ligowe
| Sezon         | Klub              | Liga                          | Mecze | Gole |
| ------------- | ----------------- | ----------------------------- | ----- | ---- |
| 2000 (j)      | Kawasaki Frontale | J.League Division 1           | 8     | 1    |
| 2001          | São Paulo FC      | Campeonato Brasileiro Série A | 0     | 0    |
| 2002          | São Paulo FC      | Campeonato Brasileiro Série A | 3     | 0    |
| 2003          | São Paulo FC      | Campeonato Brasileiro Série A | 0     | 0    |
| 2004          | São Paulo FC      | Campeonato Brasileiro Série A | 2     | 0    |
| 2005          | São Paulo FC      | Campeonato Brasileiro Série A | 2     | 0    |
| 2007/2008     | Sigma Ołomuniec   | Gambrinus liga                | 24    | 1    |
| 2008/2009     | Sigma Ołomuniec   | Gambrinus liga                | 23    | 1    |
| 2009/2010     | Sigma Ołomuniec   | Gambrinus liga                | 26    | 3    |
| 2010/2011     | Sigma Ołomuniec   | Gambrinus liga                | 25    | 1    |
| 2011/2012     | Sigma Ołomuniec   | Gambrinus liga                | 21    | 2    |
| 2012/2013 (j) | Sigma Ołomuniec   | Gambrinus liga                | 14    | 0    |
| 2012/2013 (w) | FK Jablonec       | Gambrinus liga                | 12    | 0    |
| 2013/2014     | FK Jablonec       | Gambrinus liga                | 20    | 0    |
| 2014/2015     | FK Jablonec       | Synot liga                    | 23    | 3    |
| 2015/2016     | FK Jablonec       | Synot liga                    | 17    | 0    |